# Цейзик, Антони
Антони (Антон) Цейзик (пол. Antoni Cejzik; 15 июля 1900 года, Елец, Российская империя — 12 сентября 1939 года, окрестности Заборува, Польша) — польский спортсмен-легкоатлет.

## Биография
Родился в Ельце неподалёку от Липецка в семье Казимиры и Андрея. С ранних лет жил в Москве, где окончил балетную и общеобразовательную школы. Там же стал заниматься лёгкой атлетикой.
Девять раз был чемпионом СССР. Победитель (в составе команды ОЛЛС) первой легкоатлетической эстафеты по Садовом кольцу (1922). В 1923 году увлекся балетом.
В 1924 году переехал в Польшу. Выступал за клуб «Полония» (Варшава). 26 раз был чемпионом Польши. Трижды был в десятке лауреатов «Пшеглёнда Спортового». Его жена Геновефа, также легкоатлетка и участница Олимпийских игр.
В 1930 году закончил карьеру спортсмена и стал работать тренером по лёгкой атлетике.
Во время Сентябрьской войны воевал в рядах 13. пехотного полка. Капитан Войска Польского. Погиб в бою под Заборовым. Похоронен на кладбище костёла Посещения Пресвятой Девы Марии.

## Результаты

### Соревнования
Дважды принимал участие в Олимпийских играх:
- В 1924 году в Париже занял 12 место в десятиборье.
- В 1928 году в Амстердаме занял 18 место в многоборье.

Девять раз был чемпионом СССР и трижды серебряным призёрои

### Первенства СССР по лёгкой атлетике
| Год  | Город  | Дата                  | Дисциплина                          | Результат                                                   | Место |
| ---- | ------ | --------------------- | ----------------------------------- | ----------------------------------------------------------- | ----- |
| 1920 | Москва | 25 июня               | Толкание ядра                       | 10,27                                                       | I     |
| 1920 | Москва | 22 июня               | Метание диска                       | 32,86                                                       | II    |
| 1922 | Москва | 8 сентября            | Бег на 200 м                        | 24,7                                                        | II    |
| 1922 | Москва | 5 сентября            | Бег на 400 м                        | 54,9                                                        | I     |
| 1922 | Москва | 4 сентября            | Эстафета 4х100 м                    | 47,1 NR*                                                    | I     |
| 1922 | Москва | 10 сентября[уточнить] | Шведская эстафета (800+400+209+200) | 3.55,5                                                      | I     |
| 1922 | Москва | 5 сентября[уточнить]  | Бег на 110 м с барьерами            | 17,4 (пр 17,0 — 3 сентября) пр 16,6 — 8 сентября[уточнить]) | I     |
| 1922 | Москва | 5 сентября            | Прыжки в высоту                     | 1,70                                                        | I     |
| 1922 | Москва | 4 сентября            | Толкание ядра                       | 11,53                                                       | I     |
| 1922 | Москва | 7 сентября            | Метание диска                       | 36,34                                                       | I     |
| 1923 | Москва | 1—9 сентября          | Бег на 110 м с барьерами            | 17,6                                                        | I     |
| 1923 | Москва | 7 сентября            | Метание диска                       | 35,72                                                       | II    |

### Чемпионаты Польши по лёгкой атлетике
26 раз был чемпионом Польши, 13 раз серебряным призёром, и пять раз брал бронзовые медали.
| Год  | Город   | Дата          | Дисциплина               | Результат  | Место |
| ---- | ------- | ------------- | ------------------------ | ---------- | ----- |
| 1924 | Варшава | 6—8 сентября  | Эстафета 4×100 м         | 47,21      | I     |
| 1924 | Варшава | 6—8 сентября  | Бег на 110 м с барьерами | 18,2       | I     |
| 1924 | Варшава | 6—8 сентября  | Прыжки в высоту          | 1,715      | I     |
| 1924 | Варшава | 6—8 сентября  | Тройной прыжок           | 12,68      | I     |
| 1924 | Варшава | 6—8 сентября  | Толкание ядра            | 11,61      | I     |
| 1924 | Варшава | 6—8 сентября  | Метание диска            | 36,58      | I     |
| 1924 | Варшава | 6—8 сентября  | Метание молота           | 30,275 NR* | I     |
| 1924 | Варшава | 6—8 сентября  | Метание копья            | 45,37      | II    |
| 1925 | Краков  | 14—16 августа | Эстафета 4×100 м         | 46,5       | I     |
| 1925 | Краков  | 14—16 августа | Бег на 110 м с барьерами | 18,2       | I     |
| 1925 | Краков  | 14—16 августа | Прыжки в высоту          | 1,70       | I     |
| 1925 | Краков  | 14—16 августа | Тройной прыжок           | 12,80      | I     |
| 1925 | Краков  | 14—16 августа | Толкание ядра            | 11,79      | I     |
| 1925 | Краков  | 14—16 августа | Метание диска            | 36,885     | II    |
| 1925 | Краков  | 14—16 августа | Метание молота           | 30,92 NR*  | I     |
| 1925 | Лодзь   | 4 октября     | Пятиборье                | 3259,405   | I     |

### Рекорды
Многократный рекордсмен СССР.
23 раза устанавливал рекорды Польши в различных дисциплинах.